# Godów (gmina w województwie lubelskim)
Godów – dawna gmina wiejska istniejąca do 1954 roku w woj. lubelskim. Siedzibą władz gminy był początkowo Godów, a następnie Skoków.
Za Królestwa Polskiego gmina Wronów należała do powiatu nowoaleksandryjskiego w guberni lubelskiej. W 1874 do gminy Godów włączono obszar zniesionej gminy Wronów.
1 kwietnia 1929 z obszaru gminy wyłączono osadę młyńską Kożuchówka, włączając ją do gminy Chodel. 
W okresie powojennym gmina należała do powiatu puławskiego w woj. lubelskim. Według stanu z dnia 1 lipca 1952 roku gmina składała się z 38 gromad.
Gmina została zniesiona 29 września 1954 roku wraz z reformą wprowadzającą gromady w miejsce gmin. Jednostki nie przywrócono 1 stycznia 1973 roku po reaktywowaniu gmin.